# 李高祥
李高祥（1945年—），屏東人，畢業於國立中興大學法商學院(今國立臺北大學)，曾任行政院體育委員會副主委，也是第一個在體育委員會內直接升任的副主委。
具備經濟專業能力的李高祥，在美國東北大學的學業結束後，就立即回國，在交通部擔任公職人員，因為他的專才，在1975年前往經建會擔任高級專員，後來隨著行政院體育委員會的成立，他也成為該委員會的國際處副處長，協調國際運動相關訊息。
直到楊忠和接任陳全壽的行政院體育委員會主委一職之後，藉由以往在體育政策議題上的共識與良好的溝通，李高祥也在楊忠和上任後不久，成為他的副手，並持續協助國際體育政策的實施，而他也成為體委會創立以來，第一個內部直接升級的副主任委員。

## 奧運聖火事件
在北京奧委會公布奧運聖火路線後，體委會與中華奧會對於路線規劃與政治地位被歧視表達不滿，因此，負責國際事務的李高祥，就和蔡辰威前往洛桑，協調奧運聖火的問題，希望透過協調，解決兩岸政治地位的分歧問題。

## 相關報導
- 中國評論新聞網：奧運聖火到台灣？未來48小時成協商關鍵 （页面存档备份，存于）
- 東森新聞：體委會／副手人選敲定 陳雨鑫逆轉留任、李高祥內升
- 涉詐路跑費／前體委會副主委 一審判十月 二審六年 （页面存档备份，存于）